# (17473) Freddiemercury
(17473) Freddiemercury ist ein Asteroid des inneren Hauptgürtels, der am 21. März 1991 von dem belgischen Astronomen Henri Debehogne am La-Silla-Observatorium der Europäischen Südsternwarte in Chile (IAU-Code 809) entdeckt wurde. Eine Sichtung des Asteroiden hatte es vorher schon am 9. November 1982 unter der vorläufigen Bezeichnung 1982 VC9 am Krim-Observatorium in Nautschnyj gegeben.
Der Asteroid ist Mitglied der Massalia-Familie, einer Gruppe von Asteroiden mit geringer Bahnneigung, benannt nach ihrem größten Mitglied (20) Massalia.
Der mittlere Durchmesser des Asteroiden wurde mit 3,435 (±0,374) Kilometer berechnet, die Albedo mit 0,313 (±0,064). (17473) Freddimercury ist einer wenigen bekannten Asteroiden des Hauptgürtels (Stand: 14. September 2020), bei denen sowohl die Bahnneigung als auch die Länge des aufsteigenden Knotens kleiner als ein Grad ist (weitere sind zum Beispiel (3148) Grechko und (22442) Blaha).
(17473) Freddiemercury wurde am 18. August 2016 nach dem Sänger Freddie Mercury (1946–1991, geboren als Farrokh Bulsara) benannt, auf Vorschlag von Joel Parker vom Southwest Research Institute, der Freddie Mercury zu dessen 70. Geburtstag ehren wollte. Die Internationale Astronomische Union (IAU) wählte daraufhin den Asteroiden 1991 FM3 aus, da im provisorischen Namen die Initialen Freddie Mercurys enthalten sind. Eine Benennungsurkunde wurde von der IAU am 4. September 2016 ausgestellt.
Ebenfalls nach Freddy Mercury wurde 2024 ein Einschlagkrater auf der südlichen Hemisphäre des Planeten Merkur benannt: Merkurkrater Bulsara.